# Gary Pearce
Gary Stephen Pearce (Dinton, 2 marzo 1956) è un ex rugbista a 15 britannico, internazionale per l'Inghilterra, a lungo pilone del Northampton e presente in due edizioni della Coppa del Mondo di rugby.

## Biografia
Pearce giunse a 21 anni al Northampton nella stagione 1977-78 inizialmente per un periodo di prova di quattro incontri.
Confermato, rimase in pianta stabile nel club per 19 stagioni consecutive, fino al dicembre 1996, quando a 40 anni compiuti si trasferì al Nottingham in cui rimase due stagioni prima del ritiro definitivo a 42.
Pur non avendo vinto trofei con il club fece parte della selezione delle Midlands che nel corso del loro tour del 1983 batté gli All Blacks 19-13 in un incontro infrasettimanale a Leicester e fu presente anche dieci anni esatti più tardi, nella stessa partita contro lo stesso avversario.
In Nazionale inglese debuttò nel corso del Cinque Nazioni 1979 a Twickenham contro la Scozia, e in seguitò disputò tutte le edizioni a seguire dal 1982 al 1987.
Prese quindi parte alla Coppa del Mondo di rugby 1987 in Nuova Zelanda e, a seguire, a quella del 1991 in Inghilterra, dove la sua Nazionale giunse fino alla finale e nel corso della quale disputò il suo ultimo incontro internazionale, contro gli Stati Uniti a Twickenham.